# Sürgün (Empire ottoman)

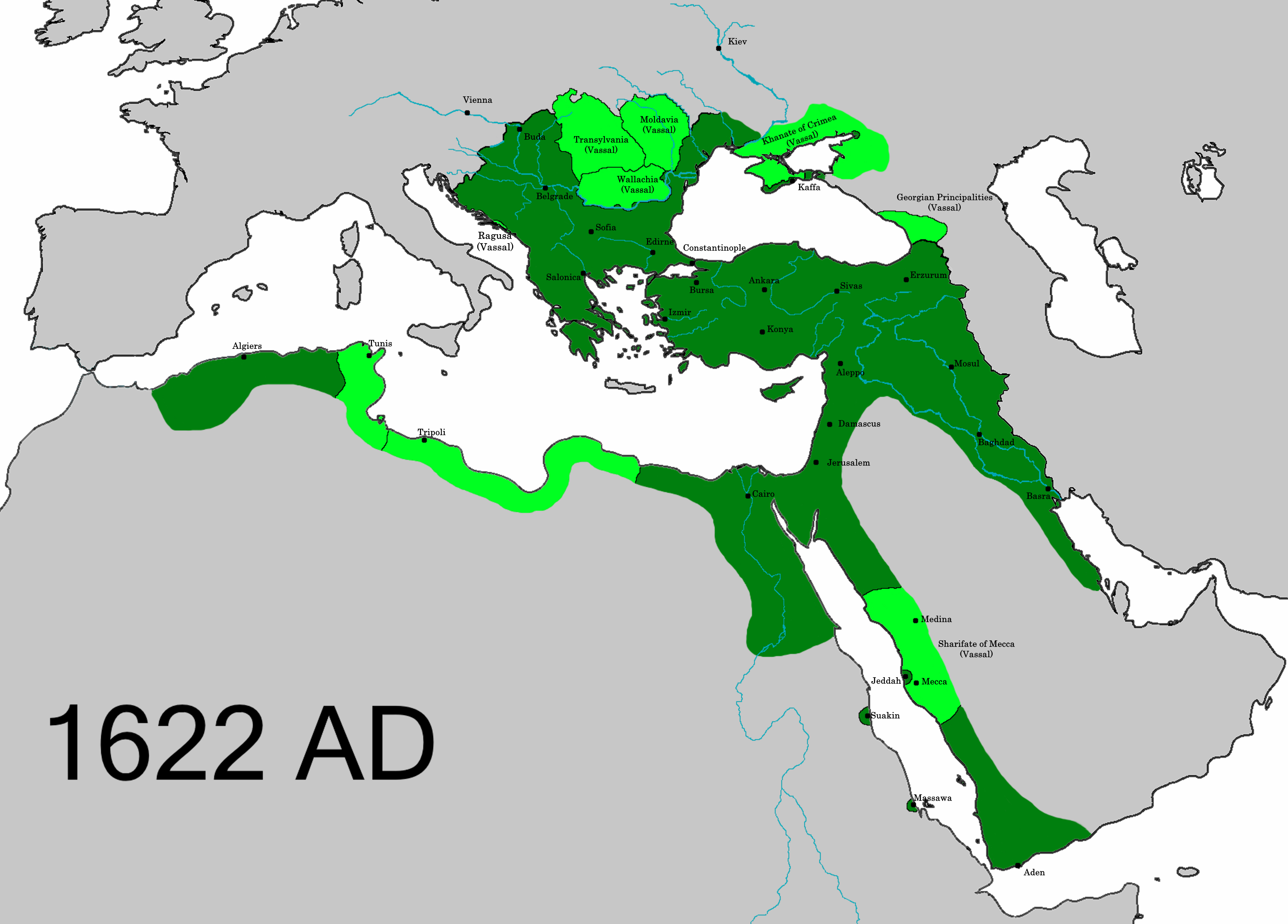
Carte de l'Empire Ottoman

Sürgün est un terme turc traduisible par exil, expulsion, déportation ou simplement transport obligatoire d'un endroit à un autre. Il s'agissait de transférer de manière coercitive des sujets de l'Empire d'un point à un autre pour différentes raisons :
- repeupler une région qui avait été dépeuplée pour des causes environnementales (sécheresses, épidémies...) ou historiques (guerres, invasions, révoltes...) comme dans le cas des çobans (bergers nomades) seldjoukides transplantés d'Anatolie en Grèce pour remplacer dans les timars (domaines agricoles) les bergers locaux chrétiens devenus « saracatsanes » (rebelles et klephtes, voir marronnage) ;
- garnir les frontières parfois en remplaçant la population locale jugée peu sûre par les nouveaux venus et s'assurer ainsi de la fidélité de certaines villes, comme dans les cas des Arméniens de Cilicie ou de la région de Van, remplacés par des Turcs et des Kurdes ; le génocide arménien lui-même s'inscrit dans cette pratique, à ceci près que cette fois on est passé du sürgün à des faits d'extermination pour lesquels Talaat Pacha a été jugé et condamné.

Musulmans, juifs et chrétiens pouvaient être touchés par cette mesure.
À la suite de la conquête de Constantinople en 1453, rebaptisée Istanbul, plusieurs communautés juives des Balkans et d'Anatolie furent transférées de force dans la nouvelle capitale de l'Empire.
De même, à la suite de la conquête de Chypre, en 1570, une politique de sürgün fut instaurée par les Ottomans afin de s'assurer une meilleure emprise politique sur l'île. Des paysans et des bergers turcs, puis plusieurs tribus turkmènes, furent ainsi mobilisés pour établir une colonisation de peuplement sur ce territoire. Cette présence des Chypriotes turcs, programmée par l'empire, servira bien plus tard à justifier une nouvelle invasion partielle de l'île, en 1974, par la Turquie, et qui donnera lieu à la proclamation de Chypre du Nord.  